# Confluence (Atlassian)
Confluence ist eine kommerzielle Wiki-Software, die vom australischen Unternehmen Atlassian entwickelt und als Enterprise Wiki für die Dokumentation und Kommunikation von Wissen und den Wissensaustausch in Unternehmen und Organisationen verwendet wird.

## Geschichte
Confluence wurde von Atlassian mit dem Ziel entwickelt, ein Wiki für Java-Software-Entwicklungsteams bereitzustellen – eine „Applikation, die den Anforderungen eines Enterprise-Wissensmanagementsystems gerecht wird, ohne die zugrundeliegende mächtige Einfachheit eines Wikis für diesen Prozess zu verlieren.“ Die erste Version von Confluence (V 1.0) wurde am 6. November 2003 vorgestellt.

## Funktionalität

### Editor(en)
Confluence setzte bis Version 3.5 auf die Auszeichnungssprache Textile. Es enthielt neben dem Wiki-Markup-Editor auch einen WYSIWYG-Editor. Das Textile-Markup sah beispielsweise folgendermaßen aus:
| Funktion               | Wiki-Markup                                                                |
| ---------------------- | -------------------------------------------------------------------------- |
| internen Link erzeugen | [Titel der Seite]                                                          |
| externen Link erzeugen | [http://www.wikipedia.de]                                                  |
| Überschriften          | h1... Hauptüberschrift h2... Überschrift Ebene 2 h3... Überschrift Ebene 3 |
| Formatierungen         | *fettgedruckt* _kursiv_ +unterstrichen+ -durchgestrichen-                  |
| Bild einfügen          | !bild.jpg!                                                                 |
| Listenerstellung       | *Ebene 1 **Ebene 2                                                         |

Mit der Version 4.0 wurde der kombinierte Wiki-Markup-/WYSIWYG-Editor durch einen XML-basierten Rich-Text-WYSIWYG-Editor ersetzt. Der neue Editor unterstützt neben Drag and Drop, Autovervollständigung von Verknüpfungen und Makros auch die Eingabe des früheren Textile-Markup und wandelt dies bei der Texteingabe unmittelbar um.
Confluence ist durch Schnittstellen und Plug-ins einfach zu erweitern.

### Layout
Die Startseite der Confluence-Installation ist das Dashboard. Dieses lässt sich in fünf Bereiche einteilen:
Spaces
Am linken Rand sind die Wiki-Spaces aufgelistet, für die der angemeldete Benutzer zumindest Leserechte hat.
Quick Links
Unter den Spaces befinden sich drei Links. Mit Create Space kann schnell ein weiterer Space hinzugefügt werden und der Feed Builder generiert einen Link für einen persönlich konfigurierten RSS-Feed. Der letzte Punkt, People Directory, führt zu einer Seite, auf der man eine Liste der angelegten Benutzer durchsuchen kann.
Werkzeuge und Suche
In der oberen Leiste befinden sich das Suchfeld für die Volltextsuche und die An- bzw. Abmeldung für das System.
Die letzten Änderungen
Darunter sind die zuletzt neu angelegten bzw. veränderten Artikel in chronologischer Reihenfolge aufgelistet.
Favoriten
Rechts unten befinden sich die persönlichen Favoriten eines Nutzers.

## Lizenzierung
Das Lizenzsystem war bis 2012 gefächert: gratis für Non-Profit-Organisationen, der halbe Preis für akademische Einrichtungen und der volle Preis bei kommerziellem Einsatz.
Im November 2012 wurde das Lizenzmodell geändert. Die Paket-Preise nach Useranzahl haben sich verdoppelt, das Volumen wird nun bis 10.000+ User in Form einer Enterprise-Lizenz lizenziert. Viele anfangs kostenlose Plugins und Erweiterungen von Drittherstellern wie Bob Swift oder CustomWare sind mittlerweile mit Lizenzkosten verbunden. Die Lizenzen werden nicht nur von Atlassian selbst vertrieben, sondern auch von Partnern in verschiedenen Ländern. Diese bieten meist zusätzliche Serviceleistungen wie Installation, Wartung und Hosting an.
Confluence kann als Cloud-Lösung oder On-Premises (Self-managed) lizenziert werden. Dabei gibt es jeweils ein günstiges bzw. kostenloses Starter-Paket für bis zu 10 Benutzer.
Im Oktober 2020 wurde angekündigt, den Vertrieb der Server-Variante ab 2. Februar 2021 einzustellen und noch drei weitere Jahre zu unterstützen. Kunden müssen danach die teurere Data-Center-Version lizenzieren oder die Cloud-Variante verwenden.